# Bureau d'enquête sur les accidents d'aviation
Pour les articles homonymes, voir BEAA et BFU.
Le Bureau d'enquête sur les accidents d'aviation (BEAA), appelé en allemand Büro für Flugunfalluntersuchungen (BFU) et en italien Ufficio d’inchiesta sugli infortuni aeronautici (UIIA), était l'organisme permanent chargé des enquêtes sur les accidents et les incidents graves en aviation publique et en aviation générale qui surviennent sur le territoire suisse.
Le siège de l'organisme fondé en 1960 se trouve à l'aérodrome de Payerne.
Depuis le 1er novembre 2011, le BEAA et le Service d'enquête sur les accidents des transports publics (SEA) ont fusionné pour donner naissance au Service d'enquête suisse sur les accidents (SESA).